# غانم حمودات
 غانم سعد الله عبد الله حمودات (1926-2012)م ولد في مدينة الموصل  الحدباء شمال العراق وكان من المؤسسين لتنظيم الإخوان المسلمين فيها ومن الناشطين المربّين مع الشيخ الداعية محمد محمود الصواف ثمّ رئيسا لمجلس شورى فرع الموصل قبيل وفاته، له الأثر الأبرز في تربية الشباب جيلا بعد جيل وترسيخ روح الإسلام    فيهم وتعاليمه والدعوة للالتزام والثبات والوقوف بوجه الهجمات العلمانيّة فغدا مضرب الأمثال.

## نشأته
نشأ في بيت محافظ، في الموصل، وكان والده غيورا على الدين قارئا للقرآن، فعلمه القرآن وهو صغير، وختم القرآن الكريم قبل دخوله المدرسة.
كان غانم من مواليد الموصل عام 1926 وسجل عام 1930 (حسب التسجيل الرسمي).
أنهى الدراسة الابتدائية سنة 1944
أنهى الدراسة المتوسطة سنة 1947
أنهى الدراسة الإعدادية الفرع الأدبي سنة 1949 وكان ترتيبه الأول على لواء الموصل آنذاك وعلى المنطقة الشمالية، وكان متفوقا في جميع المراحل.
في عام 1949 باشر دراسته الجامعية في دار المعلمين العالية في كلية التربية وأنهاها بامتياز مع مرتبة الشرف في عام 1953.
باشر التدريس في المتوسطة ثم الإعدادية. وقد كان عمله عمل داعية. حيث إنه تتلمذ على مجموعة كثيرة من الأساتذة ابرزهم الأستاذ قاسم الجراح وعبد المنعم الغلامي ومحمد حامد الطائي وعبد العزيز البسام.

## حياته ونشاطه
كانت صلته الأولى بجماعة الإخوان المسلمين صيف عام 1947 حيث التقى بالأستاذ محمد محمود الصواف.
في عام 1950 أصبح مسؤولاً عن طلبة الإخوان المسلمين في كليات بغداد، وفي نفس السنة أصبح عضو اللجنة المركزية لجماعة الإخوان المسلمين في العراق وكان على صلة كبيرة بعلامة العراق الأستاذ أمجد الزهاوي، وكان لغانم علاقة حميمة مع محمد محمود الصواف، حتى أنه قبل وفاة الصواف بساعات ذكر الأستاذ غانم حمودات وطلب من ابنته إيصال كتابه في تفسير الفاتحة وجزء عم له وكتب إهداء بخطه يدعو للداعية غانم حمودات بالقبول واصفاً إياه بأنه داعية بلد الإيمان والإسلام الموصل الحدباء.
لقد اشترك مع محمد محمود الصواف في نشر قواعد الاخوان المسلمين في الموصل، وعانى الكثير من جراء مواقفهِ. ويقول الشيخ إبراهيم النعمة عن الأستاذ غانم: ((أنه كان يعد التدريس كالصلاة فحينما سأله أحد طلابه: يا أستاذ هل أحلت على التقاعد؟ فقال: سبحان الله هل الصلاة فيها تقاعد؟
فقال الطالب: أنا أعلم أن الصلاة ليس فيها تقاعد وأنت أستاذي درستني سنة كذا.
فقال غانم: لقد قلت لك هذا لأبين لك أن أجر تدريس التربية الإسلامية لا يقل عن أجر الصلاة)).
ويقول أيضاً: ((إن هناك أمورا اعرفها عن الأستاذ غانم حمودات لو عرفها الناس لما ترددوا في القول بأنه على رأس الدعاة إلى الله ليس في العراق وحده، بل في العالم الإسلامي)).
عُرفت الإعدادية الشرقية برصانتها العلمية، وبجدية إدارتها وهيئتها التدريسية، وعبر سنوات طويلة، ولم يكن الأستاذ غانم حمودات بعيدا عن ما يجري حوله مذ كان طالباً، فلقد كان واحدا من الطلبة الذين هزتهم أحداث فلسطين واغتصاب اليهود لها وإقامتهم دولة على أرضها، وفي نيسان 1948 اعتصم طلبة الإعدادية المركزية، وهي المدرسة التي درس فيها، وأعلنوا الإضراب وطالبوا بإرسال الجيش العراقي إلى فلسطين، وتشير الوثائق المتداولة أن غانم حمودات هو الذي دعا الطلاب إلى الاعتصام والإضراب، كما كان وراء مقترح لإنشاء صندوق التبرع لفلسطين يتبرع فيه الطلاب كل أسبوع، وقد نشرت جريدة النضال خبر تأسيس هذا الصندوق وأهابت بطلبة العراق جميعا أن يحذوا حذو طلبة الموصل.
توثقت صلته بالإخوان أيام كان طالبا في دار المعلمين العالية حتى انه صار مسؤولا عن الاخوان في كليات بغداد وممثلا لهم في اللجنة المركزية، وكثيرا ما وقف خطيبا باسمهم ونيابة عن زملائه من الطلبة، وبعد حركة 14 تموز 1958، وسقوط النظام الملكي وتأسيس جمهورية العراق وتفاقم المد الشيوعي، تشكل (التجمع الديني القومي في الموصل) لمواجهة الشيوعية، فكان الأستاذ غانم حمودات ممثلا للإخوان المسلمين في هذا التجمع، وبلغ به الأمر انه كان يعد الخطب المناوئة للفكر الشيوعي وإرسال شباب الإخوان المسلمين لإلقائها في الجوامع بعد الانتهاء من صلاة الجمعة.
وبعد إخفاق ثورة الموصل المعروفة بثورة العقيد الركن عبد الوهاب الشواف في آذار 1959، اعتقل الأستاذ غانم حمودات يوم 14 آذار 1959 مع عدد كبير من شباب الموصل لأجل تسفيره إلى بغداد للمثول أمام ما كان يسمى بـمحكمة الشعب، لكنه نقل بعد فترة قصيرة إلى موقف شرطة السراي وأعيد إلى سجن الموصل وأفرج عنه بعدئذ وعوقب بسحب يده من الوظيفة، واستمر الأمر أحد عشر شهرا وأعيد إلى التدريس ونقل من متوسطة الحدباء إلى الإعدادية الشرقية في شباط 1960 ومكث في هذه المدرسة حتى أواخر سنة 2004 أي انه مارس التدريس قرابة خمسين عاما وبضعة أشهر.

## على لسانه
ذكر الأستاذ غانم حمودات في رسالته المؤرخة في 28 ذو العقدة 1426/30 من كانون الأول 2005 والموجهة إلى أحمد سامي الجلبي رئيس تحرير جريدة فتى العراق الغراء: (واني لأذكر من باب التحديث بالنعمة، حرصي الشديد على التدريس، وألا تفوتني حصة واحدة، واني في ذلك الحرص والنشاط أتفوق على زملاء كرام في المدرسة منهم من سبق أن درستهم على رغم تقدم السن، واعتلال الصحة، ومما وفقني الله عز وجل اليه إقامة ليلة القدر الشريفة في الإعدادية الشرقية أكثر من عشر سنين، وقد جاوز عدد التلاميذ المقيمين لليلة الشريفة (170) تلميذا في بعض السنين، ثم شرعنا نقيمها بعد ذلك في الجوامع. كما وفق الله سبحانه وتعالى، فكان لنا السبق في بناء مسجد في المدرسة، وما أسعدني وقد كنت أرى التلاميذ يتسابقون إلى الوضوء في البرد القارص، ويؤدون الصلاة فرادى وجماعات في المسجد، وما أسعدني وأنا أرى الوفاء من أبنائي التلاميذ واسمع ذكرهم لما كنت اهديهم إليه وأحثهم عليه).

## قيل عنه
في الوثائق الرسمية وملفات المديرية العامة للتربية في محافظة نينوى، وخاصة ملفه الشخصي، توجد الكثير من تقارير مدراء التربية، والمفتشين والمشرفين التربويين عن نشاط وجهود غانم الحمودات كرائد من رواد حركة التربية والتعليم في العراق، ولايتسع المجال هنا لذكر تفاصيل كل ما تتضمنه تلك التقارير فعل سبيل المثال كتب مدير معارف تربية لواء الموصل نعمان بكر التكريتي (1955 - 1956) تقريرا في 14 آب 1955، عن الأستاذ غانم حمودات عندما كان مدرسا في متوسطة الحدباء التي عين فيها لأول مرة (13 تشرين الأول 1953) يقول إن الأستاذ غانم حمودات ((على جانب كبير من كرم الخلق وحسن السيرة، هادئ الطبع، قوي الشخصية، رجل علم وعمل، وصاحب دين وعقيدة، غزير المادة، واسع الاطلاع، يحسن مهنة التعليم ويفتخر بها. يعمل متفانيا في غرس الفضيلة والعلم في نفوس النشئ، ممتزج مع إدارة المدرسة وهيئتها التدريسية، ويحمل له الجميع الحب والاحترام والتقدير، شديد الحرص على أداء واجباته، ويعمل جهده في ميدان النشاط اللاصفي، بعيد عن الآراء السياسية، …)). وقد أيد الأستاذ صلاح الدين النوري مدير متوسطة الحدباء آراء المشرف التربوي وأعاد تأكيدها في تقرير خاص به وجهه إلى الأستاذ غانم حمودات مع اقتراح إضافة وهو ((ضرورة تقديم الشكر والتقدير له ليكون مثلا صالحا يقتدي به)) جميع أعضاء الهيئة التدريسية.
وفي 25 من نيسان 1954 كتب الأستاذ عوني بكر صدقي مدير معارف لواء الموصل تقريرا عن الأستاذ غانم حمودات ولم يكن عمره آنذاك يتجاوز 24 سنة، أي انه كان في بداية ممارسته للتعليم جاء فيه: ((شاب مثالي، ذو خلق متين وسلوك حسن، شخصية جيدة، ومعلوماته غزيرة، يحسن مهنة التعليم ويعتز بها، قابلياته ممتازة، كثير المطالعة والتتبع، يعمل واجباته بكل حرص وإخلاص، ويساهم كثيرا في مجال النشاط اللاصفي له الكثير من اللجان، محبوب جدا، ومحترم من الجميع، ممتزج مع إدارة المدرسة وهيئتها التدريسية بالرغم من حداثته في سلك التعليم، إلا انه اثبت جدارته وكفاءته لهذا العمل بنجاح)).
وكان مدير معارف لواء الموصل الأستاذ عبد المجيد حسن قد كتب جملة من الملاحظات عن الأستاذ غانم حمودات عندما كان في متوسطة الحدباء كذلك وكلها إشادة به وبطريقته في التدريس وعلاقاته الجيدة مع الطلبة ومما جاء في التقرير المؤرخ في 14 آذار 1955 أن الأستاذ غانم حمودات ((حسن السيرة والخلق، غزير المادة، واسع الاطلاع، يحبه طلابه كثيرا نظرا لإخلاصه وحرصه على فائدتهم، يتعاون كليا مع إدارة المدرسة، ويؤدي واجباته على أتم وجه، بعيد عن الميول السياسية الضارة، يستحق التقدير)).
وفيما يتعلق بإشارة المشرفين التربويين ومدراء المدارس إلى الميول السياسية ينبغي أن نذكر هنا بأنهم كانوا يحرصون، وخاصة في العهد الملكي، لإبعاد التعليم عن التوجهات السياسية والحزبية حفاظا على علميته وجديته ورصانته وعبث العابثين بمقدراته وفقا لأهوائهم وميولهم.
أما الأستاذ ناجي القشطيني المفتش الاختصاصي والأديب المعروف فقد قيم الأستاذ غانم حمودات في تقرير له مؤرخ يوم 7 آب 1956 جاء فيه ((مجيدا في أداء الواجب، محبا لمهنته، يشعر بالمسؤولية، محبوبا من زملائه)). وفي 18 نيسان 1957 كتب مدير متوسطة الحدباء وكالة الأستاذ سالم داود الراوي عن غانم حمودات يقول بأنه: ((حسن السيرة، كريم الخلق، هاديء الطبع، في شخصيته قوى متكاملة، فهو رجل علم وعمل بالمعنى الصحيح، صاحب دين وعقيدة)).
وكتب عنه مدير معارف لواء الموصل الأستاذ نعمان بكر التكريتي يوم 26 من مايس 1958 يقول: ((ذو شخصية قوية وأخلاق فاضلة، مادته غزيرة، واطلاعه واسع)).
وعندما زاره المفتش الاختصاصي الأستاذ أحمد حامد الشربتي يوم 6 من نيسان 1967 كتب عن الأستاذ غانم حمودات يقول: ((مظهره الخارجي وصوته جيدان جدا وكذلك حيويته ونشاطه، ذو ثقة بنفسه، يشعر بالمسؤولية، حسن التصرف، يعمل ويخلص في عمله، يمتزج ويحب التعاون.. ذو قابلية في الضبط والهيمنة على الطلاب)).
في 21 من حزيران 1967 كتب الأستاذ حازم عمر مدير الإعدادية الشرقية وكان متخصصا باللغة الإنكليزية وأستاذا مديرا فيها، كتب عن الأستاذ غانم حمودات يقول انه: ((مدرس ناجح، يترك أثرا طيبا في نفوس طلابه، وقدوة حسنة في سلوكه واعماله. معلوماته جيدة، وله اطلاع واسع في حقل اختصاصه، حريص على أداء واجبه)). وقد أيد مدير التربية آنذاك ما جاء في تقرير مدير المدرسة كما ورد في الهامش الموضوع على نص التقرير.
وفي 25 آذار 1969 قال عنه الأستاذ عبد المجيد الفلوجي المفتش الاختصاصي انه ((ذو شخصية جيدة، واضح الصوت، ظاهر النشاط، يشعر بالمسؤولية، ضابط لصفه)). كما كتب الأستاذ جاسم محمد طه الصوفي مدير الإعدادية الشرقية تقريرا عن الأستاذ غانم حمودات بتاريخ 30 من مايس 1989 جاء فيه (مدرس جدير ومتمكن في عمله، محبوب من قبل الطلبة والمدرسين، متعاون مع الإدارة)).

## وفاته
توفي في الموصل في 1 نيسان 2012م، بعد صبر مرير على المرض، ودفن في أرضها بعد أن صلى عليه جمع غفير من أهل الموصل في جامع أم القرى وبعد أن شُيّع بموكب مهيب.

## وصلات خارجية
- غانم حمودات والكلمة التربوية الطيبة والصادقة بقلم: أ.د.إبراهيم خليل العلاف، دنيا الرأي، 3 مارس 2008م وقد عدّل المقال وأعيد نشره بعد وفاته في صفحة ملتقى أبناء الموصل.
- لقاء مع أ. غانم حمودات، جريدة البصائر، هيئة علماء المسلمين.

1. ↑  رهبان، عبد الرؤوف. "الموصل". 08 أيلول 2011. الموسوعة العربية. مؤرشف من الأصل في 2016-04-28.
2. ↑  مديرية الانواء الجوية (1954). "احصائية المناخ للقطر العراقي" (PDF). الحكومة العراقية - وزارة الاشتغال والمواصلات. مؤرشف من الأصل (PDF) في 2017-07-07. اطلع عليه بتاريخ 2011-09-13.
3. ↑  İbrahim Özdemir (2014). "Environment". في Ibrahim Kalin (المحرر). The Oxford Encyclopedia of Philosophy, Science, and Technology in Islam. Oxford: Oxford University Press. DOI:10.1093/acref:oiso/9780199812578.001.0001/acref-9780199812578-e-237 (غير نشط 8 سبتمبر 2018). When Meccan pagans demanded proofs, signs, or miracles for the existence of God, the Qurʾān's response was to direct their gaze at nature's complexity, regularity, and order. The early verses of the Qurʾān, therefore, reveal an invitation to examine and investigate the heavens and the earth, and everything that can be seen in the environment [...] The Qurʾān thus makes it clear that everything in Creation is a miraculous sign of God (āyah), inviting human beings to contemplate the Creator. {{استشهاد بموسوعة}}: الوسيط |doi-access=subscription غير صالح (مساعدة)صيانة الاستشهاد: وصلة دوي غير نشطة منذ 2018 (link)
4. ↑  "God: Who is Allah". thetruereligion.org. مؤرشف من الأصل في 2004-05-01. ... "Allah" is simply the Arabic word for "God"—and there is only One God. Let there be no doubt—Muslims worship the God of Noah, Abraham, Moses, David and Jesus—peace be upon them all. ...
5. ↑  John L. Esposito (2009). "Islam. Overview". في John L. Esposito (المحرر). The Oxford Encyclopedia of the Islamic World. Oxford: Oxford University Press. DOI:10.1093/acref/9780195305135.001.0001/acref-9780195305135-e-0383 (غير نشط 8 سبتمبر 2018). Profession of Faith [...] affirms Islam's absolute monotheism and acceptance of Muḥammad as the messenger of God, the last and final prophet. {{استشهاد بموسوعة}}: الوسيط |doi-access=subscription غير صالح (مساعدة)صيانة الاستشهاد: وصلة دوي غير نشطة منذ 2018 (link)